# مؤشر بيرل
مؤشر بيرل أو معدل بيرل هو أسلوب شائع الاستخدام في التجارب السريرية للإشارة إلى فعالية وسيلة منع الحمل واختيار السدادة القطنية.

## طريقة الحساب والاستخدام
يجب معرفة عدة معلومات لحساب مؤشر بيرل لدراسة معينة:
- إجمالي عدد الأشهر أو الدورات التي تعرضت لها المرأة أثناء الدراسة.
- عدد حالات الحمل.
- سبب ترك الدراسة (بسبب الحمل أو لسبب آخر)
- عدد الأطفال في الحمل الواحد (يمكن أن يؤثر التوائم أو التوائم على العدد النهائي)

هناك طريقتان لحساب مؤشر بيرل:
الطريقة الأولى: بقسمة عدد حالات الحمل النسبية في الدراسة على عدد أشهر التعرض، وضرب الناتج في 1200.
الطريقة الثانية: بقسمة عدد حالات الحمل في الدراسة على عدد دورات الحيض التي تمر بها المرأة أثناء الدراسة، وضرب الناتج في 1300، وسبب استخدام الرقم 1300 بدلاً من 1200 هو على أساس أن متوسط طول الدورة الشهرية 28 يومًا، أو 13 دورة سنويًا.
يستخدم مؤشر بيرل في بعض الأحيان كتقدير إحصائي لعدد حالات الحمل غير المقصود في (100) سنة من سنوات التعرض (مثل 100 امرأة على مدى سنة واحدة من الاستخدام ، أو 10 نساء فوق 10 سنوات). كما أنه يستخدم أحيانًا لمقارنة طرق تحديد النسل ، وكلما قل مؤشر بيرل قلت فرصة الحمل بدون قصد.
- معدل الفشل لكل 100 امرأة في سنة التعرض.

عادةً ما يتم نشر مؤشري بيرل ناتجين من دراسات طرق تحديد النسل:
- مؤشر بيرل للاستخدم الفعلي، والذي يشمل جميع حالات الحمل في الدراسة وكل شهور (أو دورات) التعرض.
- مؤشر بيرل للاستخدام الأمثل، والذي يتضمن فقط حالات الحمل التي نتجت بعد الاستخدام الصحيح والمتقن لهذه الوسيلة، ويشمل فقط أشهر أو دورات استخدمت فيها الوسيلة بطريقة صحيحة ومتقنة.

## التاريخ
ظهر المؤشر لأول مرة على يد ريموند بيرل عام 1934، وبقيت شعبية لأكثر من ثمانين عامًا، ويعود السبب في ذلك إلى سهولة الاستخدام.

## الانتقادات
مؤشر بيرل، شأنه شأن كل قياسات فعالية تحديد النسل، هو عملية حسابية تستند إلى مراقبة عينة من السكان. وبالتالي فإن دراسات المجموعات السكانية المختلفة التي تستخدم نفس وسائل منع الحمل سوف تسفر عن قيم مختلفة للمؤشر، ويكون للثقافة والتركيبة السكانية للسيدات الذين تتم دراستهم بجانب تقنية التعليمات المستخدمة لتدريس الطريقة تأثير كبير على معدل الفشل.
يوجد لمؤشر بيرل أوجه قصور فريدة من نوعها، ويفترض المؤشر معدل فشل ثابت بمرور الوقت، وهو افتراض غير صحيح لسببين، الأول: أن الأزواج الأكثر خصوبة سيصابون بالحمل أولاً، وأن متوسط الأزواج الباقون في الدراسة هم أقل خصوبة. ثانياً: أن معظم وسائل تحديد النسل تتمتع بفعالية أفضل لدى المستخدمين الأكثر خبرة، وكلما طالت مدة الدراسة كلما أدى إلى استخدام أفضل لهذه الوسيلة. لذا فكلما طالت مدة الدراسة كلما انخفض مؤشر بيرل - ولا يمكن لمقارنة مؤشرات بيرل لدراسات ذات أطوال مختلفة أن تكون دقيقة.
لا يقدم مؤشر بيرل أيضًا أي معلومات عن عوامل أخرى غير الحمل العرضي الذي قد يؤثر على حسابات الفعالية ، مثل:
- عدم الرضا عن الطريقة
- محاولة تحقيق الحمل
- الآثار الجانبية الطبية
- التوقف عن المتابعة

## الحواشي
1. ↑  Pearl, Raymond (1933). "Factors in human fertility and their statistical evaluation". Lancet. ج. 222 ع. 5741: 607–611. DOI:10.1016/S0140-6736(01)18648-4.
2. ↑  Trussell J؛ Hatcher RA؛ Cates W؛ وآخرون (1990). "A guide to interpreting contraceptive efficacy studies". Obstetrics and Gynecology. ج. 76 ع. 3 Pt 2: 558–567. PMID:2199875.
3. ↑  Trussell J (1991). "Methodological pitfalls in the analysis of contraceptive failure". Statistics in Medicine. ج. 10 ع. 2: 201–220. DOI:10.1002/sim.4780100206. PMID:2052800.